# Década de 1920 nos Estados Unidos
Esta é uma cronologia da década de 1920 nos Estados Unidos.

## 1920
- 16 de janeiro: A Décima-Oitava Emenda da Constituição dos Estados Unidos entra em vigor, decretando a proibição de manufatura e venda da bebidas alcoólicas, iniciando a Lei Seca no país.[1][2][3]
- 19 de janeiro: O Senado norte-americano vota contra a adesão dos Estados Unidos à Sociedade das Nações.[2]
- 19 de março: O Senado dos Estados Unidos ratifica o Tratado de Versalhes por 49 votos a favor e 35 contra.[4]
- 10 de abril: Os fuzileiros navais norte-americanos entram na Cidade da Guatemala, para proteger a embaixada norte-americana durante a revolução.[5][6]
- 15 de abril: O pagador e o guarda são assassinados pelos anarquistas italianos Nicola Sacco e Bartolomeo Vanzetti durante o assalto a fábrica de sapato em South Braintree, Massachusetts.[7]
- 5 de maio: Os anarquistas italianos Nicola Sacco e Bartolomeo Vanzetti, acusados de roubo e assassinato, são presos pela polícia da cidade de Nova Iorque.[4][8]
- 8 de junho: A Conferência do Partido Republicano, realizada em Chicago, escolhe Warren G. Harding como o candidato a presidente dos Estados Unidos.[4][9]
- 20 de agosto: A American Professional Football Association é fundada em Canton, Ohio.[10] Em 1922, a associação muda seu nome para a Liga Nacional de Futebol Americano (National Football League).[10]
- 26 de agosto: A Décima-Nona Emenda da Constituição dos Estados Unidos é declarada ratificada, concedendo o sufrágio feminino.[8][11][12][13][14]
- 2 de novembro: É realizada a eleição presidencial. Warren G. Harding é eleito Presidente dos Estados Unidos, derrotando o governador James M. Cox.[4][11][13]
- 10 de dezembro: Presidente Woodrow Wilson recebe o Nobel da Paz de 1919.[11][13]

## 1921
- 26 de fevereiro: O destróier norte-americano USS Woolsey afunda com a morte de 16 pessoas após a colisão do cargueiro Steel Inventor.[6]
- 4 de março: Warren G. Harding toma posse como o 29° Presidente dos Estados Unidos.[4][8][15]
- 20 de abril: O Senado dos Estados Unidos ratifica um tratado com a Colômbia, o Tratado Thomson-Urrutia por um voto de 69 a 19.[4][15]
- 19 de maio: A lei de emergência de fixação de cotas para imigrantes (Emergency Quota Act) é assinada pelo Presidente Warren G. Harding.[7][15][16][17][18]
- 2 de julho: O Congresso dos Estados Unidos ratifica os termos do Tratado de Versalhes, terminado as hostilidades na Primeira Guerra Mundial.[8][19][20]
- 14 de julho: Em Dedham, Massachusetts, os anarquistas italaianos Nicola Sacco e Bartolomeo Vanzetti são condenados pela morte de dois homens durante o assalto a fábrica de sapato em South Braintree, Massachusetts.[7][8][12][20][21]
- 25 de agosto: Termina a participação norte-americana da Primeira Guerra Mundial.[22]
- 5 de novembro: Presidente Warren G. Harding proclama o Dia do Armistício, o feriado nacional de 11 de novembro.[23]
- 12 de novembro: Inicia a Conferência Naval de Washington entre os Estados Unidos e oito países.[18][24][25][26]

## 1922
- 6 de fevereiro:  O Tratado de Limitação Naval das Cinco Potências é assinado pelos Estados Unidos e pelos outros países, terminado a Conferência Naval de Washington.[27][28][29]
- 21 de fevereiro: Uma explosão do dirigível norte-americano Roma mata 34 pessoas sobre Hampton, Virgínia.[29][30]
- 20 de março: O primeiro navio porta-aviões da Marinha dos Estados Unidos, USS Langley, é comissionado em Norfolk, Virgínia e uma conversão do navio carvoeiro USS Jupiter.[27][29]
- 20 de março: Presidente Warren G. Harding ordena a retirada das tropas norte-americanas da Renânia, a região da Alemanha.[29]
- 5 de maio: Inicia a construção do estádio, o Yankee Studium, localizado no distrito do Bronx, na cidade de Nova York.[29]
- 30 de maio: O monumento, Lincoln Memorial, é inaugurado em Washington, DC.[29][31][32][33]
- 17 de outubro: Vought VE-7 torna-se o primeiro avião a decolar de um porta-aviões norte-americano USS Langley.[27]

## 1923
- 2 de janeiro: Os Estados Unidos e o Japão cancelam o Acordo Lansing-Ishii.[34]
- 10 de janeiro: Presidente Warren G. Harding ordena a retirada das últimas tropas norte-americanas das províncias renanas ocupadas, na Alemanha.[35][36]
- 24 de janeiro: Forças norte-americanas se retiram da Alemanha.[37]
- 3 de março: A primeira edição da revista semanal de notícias, Time, é publicada por Henry Luce e Briton Hadden.[38]
- 2 de agosto: Presidente Warren G. Harding morre de ataque cardíaco durante uma viagem e é sucedido pelo seu vice Calvin Coolidge como o 30° Presidente dos Estados Unidos.[39][40][41][42][43]
- 2 de agosto: A United States Steel Corporation adota uma jornada de oito horas.[42]
- 31 de agosto: Os Estados Unidos reconhecem o governo do presidente mexicano Álvaro Obregón.[44][45]
- 16 de outubro: a disney é fundada
- 8 de dezembro: Os Estados Unidos assinam um tratado de amizade com a Alemanha em Washington, DC.[46]

## 1924
- 8 de fevereiro: A primeira execução estadual com o uso de gás para cumprimento da pena de morte no país acontece em Nevada.[47]
- 26 de maio: A Lei da Imigração de 1924 (Johnson-Reed Act) é assinada pelo Presidente Calvin Coolidge, terminado a imigração japonesa nos Estados Unidos.[48][49]
- 2 de junho: Presidente Calvin Coolidge assina a Lei da Cidadania Indígena (Indian Citizenship Act), concedendo a cidadania norte-americana a todos os índios.
- 10 de junho: A Conferência do Partido Republicano, realizada em Cleveland, escolhe o presidente Calvin Coolidge como o candidato à reeleição e General Charles G. Dawes como o candidato ao vice-presidente.[50]
- 26 de junho: Forças de ocupação norte-americanas se retiram da República Dominicana.
- 4 de novembro: É realizada a eleição presidencial. O republicano Calvin Coolidge é eleito Presidente dos Estados Unidos.[48][51][52]

## 1925
- 5 de janeiro: Nellie Tayloe Ross toma posse como a governadora de Wyoming e torna-se a primeira mulher governadora norte-americana.[53][54]
- 21 de fevereiro: Harold Ross publica a primeira edição da revista The New Yorker com 32 páginas.[55][56]
- 4 de março: Os salários dos Poderes Executivo e Legislativo são aumentando com o vice-presidente, os membros do gabinete e o presidente da Câmara dos Representantes de 12 mil dólares para 15 mil dólares e com o membro do Congresso dos Estados Unidos de 7.500 dólares para 10 mil dólares.[57]
- 4 de março: Presidente Calvin Coolidge toma posse e faz seu primeiro discurso transmitido pela rádio.[56]
- 29 de junho: Um terremoto destrói a cidade de Santa Barbara, Califórnia.[58]
- 3 de setembro: O dirigível da Marinha dos Estados Unidos, USS Shenandoah, é destruído pelas trovoadas, matando 14 tripulantes.[59][60]
- 25 de setembro: O submarino norte-americano S-51 é abalroado pelo navio SS City of Rome.[61]

## 1926
- 14 de janeiro: Os Estados Unidos assinam um tratado da extradição com Cuba.[62]
- 7 de março: Nova Iorque e Londres realizam a primeira ligação transatlântica de rádio-telefone.[62][63]
- 16 de março: Robert H. Goddard, professor de física norte-americano, lança o primeiro foguete com combustível líquido.[64]
- 9 de maio: Os norte-americanos Richard Byrd e Floyd Bennett tornam-se os primeiros homens a sobrevoar o Pólo Norte.[61][65][66][67][68]
- 2 de julho: O Congresso dos Estados Unidos autoriza a criação do Corpo Aéreo do Exército dos Estados Unidos (United States Army Air Corps).[63][69][70][71]
- 11 de novembro: A Rota 66 (U.S. Route 66), uma rodovia norte-americana, é estabelecida.[72]

## 1927
- 6 de janeiro: Forças norte-americanas do cruzador USS Galveston desembarcam na Nicarágua.[73][74]
- 18 de fevereiro: Os Estados Unidos estabelecem as relações diplomáticas com o Canadá.[75]
- 9 de abril: Os anarquistas italianos Nicola Sacco e Bartolomeo Vanzetti são condenados à morte.[7]
- 11 de maio: A Academia de Artes e Ciências Cinematográficas (Academy of Motion Picture Arts and Sciences) é fundada por Louis B. Mayer.[75][76][76][77]
- 21 de maio: Charles Lindbergh faz o primeiro voo transatlântico sem escalas, entre Nova Iorque e Paris, a bordo de seu monomotor chamado Spirit of Saint Louis.[78][79][80]
- 2 de agosto: Presidente Calvin Coolidge anuncia que desiste de concorrer à reeleição em 1928.[42][81]
- 23 de agosto: Os anarquistas italianos Nicola Sacco e Bartolomeo Vanzetti, acusados da morte de dois homens, são executados na cadeira elétrica, no prisão estadual de Charlestown, Massachusetts.[7][12][81][82]

## 1928
- 16 de janeiro: A Sexta Conferência Internacional dos Estados Americanos, também conhecida como a Conferência Pan-Americana ocorre em Havana, Cuba.[83][84]
- 21 de março: Charles Lindbergh recebe a Medalha de Honra por ter feito o primeiro voo solitário transatlântico.
- 18 de junho: Amelia Earhart torna-se a primeira mulher norte-americana a cruzar o Oceano Atlântico entre Newfoundland e Irlanda.[85]
- 25 de julho: Os Estados Unidos reconhecem o governo nacionalista de Chiang Kai-shek da China.[52][86]
- 27 de agosto: O Pacto Kellogg-Briand, também conhecido como o Pacto de Paris, é assinado pelos 15 países, incluído os Estados Unidos, em Paris, França.[48][86][87][88]
- 6 de novembro: É realizada a eleição presidencial. Herbert Hoover é eleito Presidente dos Estados Unidos pelos 444 votos eleitorais, vencendo 87 do candidato democrata Al Smith.[87][89][90]
- 18 de novembro: É lançado o primeiro desenho de animação com som e música da História, Steamboat Willie, estrelado por Mickey Mouse.
- 4 de dezembro: O Senado dos Estados Unidos aprova o Pacto Kellogg-Briand.[91]

## 1929
- 15 de janeiro: O Senado dos Estados Unidos ratifica o Pacto Kellogg-Briand por 85 votos a favor e 1 contra.[48][92][93]
- 13 de fevereiro: O Congresso dos Estados Unidos aprova a construção de 15 cruzadores.[94]
- 14 de fevereiro: O Massacre do Dia de São Valentim ocorre em Chicago, Illinois com o assassinato das sete pessoas durante o confilito entre duas poderosas quadrilhas.[95]
- 26 de fevereiro: O Parque Nacional de Grand Teton, no estado de Wyoming, é criado pelo Congresso dos Estados Unidos.[96]
- 16 de maio: A 1ª Entrega dos Prêmios da Academia (First Academy Awards), ou simplesmente Oscar 1929, acontece no Hotel Roosevelt, Hollywood, Califórnia.[97][98]
- 27 de julho: A primeira demonstração pública da televisão em cores acontece em Nova Iorque.
- 24 de outubro: Treze milhões de ações de empresas são vendidos, iniciando a Grande Depressão.[99][100]
- 29 de outubro: Começa a Grande Depressão, com a queda da Bolsa de Valores de Nova Iorque no dia conhecido como terça-feira negra.[101][102][103]
- 28 de novembro: O vice-almirante da Marinha dos Estados Unidos, Richard Byrd, torna-se o primeiro homem a sobrevoar o Pólo Sul.[104]
- 24 de dezembro: A Ala Oeste da Casa Branca é destruída por um incêndio e os documentos oficiais são salvos.[105]